# Тодесфельде
Тодесфельде (нем. Todesfelde) — община в Германии, в земле Шлезвиг-Гольштейн. 
Входит в состав района Зегеберг. Подчиняется управлению Лецен.  Население составляет 1020 человек (на 31 декабря 2010 года). Занимает площадь 17,24 км².
Коммуна подразделяется на 2 сельских округа.